# Paitoon Nontadee
Paitoon Nontadee (thailändisch ไพฑูรย์ นนทะดี, * 11. August 1987 in Chaiyaphum), auch als Aum (thailändisch อุ้ม) bekannt, ist ein thailändischer Fußballspieler.

## Karriere

### Verein
Seinen ersten Vertrag unterschrieb Paitoon Nontadee 2007 beim Zweitligisten Chula United in Bangkok. Im ersten Jahr stieg er mit dem Verein in die Erste Liga auf. Für Chula United spielte er 51 Mal. 2010 wechselte er zu Muangthong United. Mit Muangthong gewann er die Meisterschaft und den Kor Royal Cup. Nach einem Jahr wechselte er zum Ligakonkurrenten BEC Tero Sasana FC. Hier absolvierte er 18 Spiele. Zu Police United wechselte er 2012. Bis Mitte 2014 spielte er 43 Mal für Police. Bangkok United nahm ihn im Juli 2014 unter Vertrag, wo er bis Ende 2015 34 Mal auf dem Platz stand. Ligakonkurrent Suphanburi FC verpflichtete ihn 2016. Die Rückrunde 2017 spielte er für PT Prachuap FC. Nachdem der Vertrag in Prachuap ausgelaufen war, war er bis Ende Mai 2018 vereinslos. Im Juni 2018 unterschrieb er einen Vertrag beim Erstligisten Nakhon Ratchasima FC. Das halbe Jahr in Korat spielte er 12 Mal. 2019 nahm ihn Ligakonkurrent Sukhothai FC unter Vertrag. 2019 absolvierte er sechs Erstligaspiele. Nachdem sein Vertrag nicht verlängert wurde, ist er seit Anfang 2020 vertrags- und vereinslos.

### Nationalmannschaft
Im Mai 2010 spielte Paitoon Nontadee einmal in einem Freundschaftsspiel gegen Südafrika in der thailändischen Nationalmannschaft.

## Erfolge
Muangthong United
- Thailändischer Meister: 2010
- Thailändischer Pokalfinalist: 2010
- Kor-Royal-Cup-Sieger: 2010